# Скуби-Ду 2: Монстры на свободе
«Скуби-Ду 2: Монстры на свободе» (англ. Scooby-Doo 2: Monsters Unleashed) — американская мистическая комедия 2004 года, продолжения фильма «Скуби-Ду» и второй игровой фильм во франшизе. Главные роли в фильме исполняют Фредди Принц-младший, Сара Мишель-Геллар, Линда Карделлини, Мэттью Лиллард и Нил Фаннинг. По сюжету детективам и Скуби-Ду предстояло сразиться со злодеем в маске и не дать захватить город Кулсвиль.
Премьера фильм состоялась 26 марта 2004 года в Великобритании. Фильм получил негативные отзывы критиков, из-за чего планировавшаяся третья часть была отменена. В 2009 году был выпущен телевизионный фильм «Скуби-Ду 3: Тайна начинается», который являлся приквелом всей франшизе и имел новый актёрский состав.

## Сюжет
Во время открытия музея криминологии в Кулсвиле, посвящённого команде «Корпорация Тайна», происходит нападение ожившего призрака Птеродактиля, за которым стоит таинственный Злодей-в-маске. Команде не удаётся поймать призрака и репортёр Хитер Джаспер Хауф начинает дискредитировать их в СМИ. Шегги и Скуби чувствуют свою вину и решают стать серьёзнее.
Команда начинает расследование и подозревает в происходящем старых врагов. След ведёт к Джонатану Джакобо, которого ранее считали погибшим, и его бывшему сокамернику Уиклзу. Выясняется, что кто-то использует технологию оживления монстров, превращая украденные костюмы в настоящих чудовищ с помощью вещества «рандомониум».
В ходе расследования герои находят лабораторию, где создаются монстры, и подозревают Патрика — смотрителя музея. В ходе битвы они побеждают всех монстров, превратив их обратно в костюмы. Злодеем оказывается Хитер Джаспер Хауф, которая на самом деле — маска, под которой скрывался живой Джонатан Джакобо, мечтавший отомстить команде.
Репутация героев восстановлена, Велма начинает отношения с Патриком, а Скуби в сцене после титров играет в видеоигру по мотивам событий.

## В ролях
| Актёр                | Персонаж                |
| -------------------- | ----------------------- |
| Фредди Принц-младший | Фред Джонс              |
| Сара Мишель Геллар   | Дафна Блейк             |
| Линда Карделлини     | Велма Динкли            |
| Мэттью Лиллард       | Норвилл «Шэгги» Роджерс |
| Нил Фаннинг          | Скуби-Ду                |
| Сет Грин             | Патрик Вайзли           |
| Алисия Сильверстоун  | Хитер Джаспер Хауф      |
| Питер Бойл           | Джерримайя Уиклз        |
| Тим Блейк Нельсон    | Джонатан Джакобо        |
| Каски Беддоу         | Шэгги в детстве         |

## Производство
В июне 2002 года, после выхода «Скуби-Ду», президент Warner. Bros Дэн Фелмен подтвердил разработку сиквела, с запланированной датой выхода в 2004 году. В марте 2003 года в актёрский состав картины вернулись Фредди Принц-младший, Сара Мишель-Геллар, Линда Карделлини, Мэттью Лиллард и Нил Фаннинг.
Съёмки начались в Ванкувере 14 апреля 2003 года, к актёрскому составе картины присоединились Сет Грин и Алисия Сильверстоун. Во время празднования двадцатилетия фильма, режиссёр Джеймс Ганн подтвердил что первоначальное название картины было «Скуби-Ду: Спустить с цепи».

## Восприятия

### Кассовые сборы
Премьера фильма состоялась 26 марта 2004 года и по итогам первого уикэнда фильм собрал 29,4 миллиона долларов. По итогам проката «Скуби-Ду 2: Монстры на свободе» собрал 82,5 млн долларов в отечественном прокате, а в других странах — 181,5 миллиона долларов, в конечном счёте собрав по всему миру — $ 182,2 млн. Фильм занял 29-е место среди самых кассовых фильмов 2004 года.

### Критика
«Скуби-Ду 2: Монстры на свободе» получил преимущественно низкие оценки у критиков. На сайте-агрегаторе рецензий Rotten Tomatoes фильм получил рейтинг 22 % свежести на основе 119 отзывов со средней оценкой 4,3/10. Консенсус критиков сайта гласит: «Только самые юные зрители смогут получить удовольствие от этого глупого пустяка». Сайт-агрегатор Metacritic присвоил картине 34 балла из 100, на основе 28 отзывов, что соответствует статусу «в целом отрицательные отзывы». Согласно CinemaScore, зрители дали ей общую оценку «A−» по шкале от «A+» до «F».
Американский критик Роджер Эберт в своей рецензии Chicago Sun-Times присвоил картине два балла из четырёх, назвав фильм «Глупой машиной для разыгрывания дурацких ужимок перед глазами легко отвлекающейся аудитории, которая сделана с неоспоримым мастерством».

## Саундтрек
Саундтрек были выпущены 23 марта 2004.
1. «Don't Wanna Think About You» — Simple Plan
2. «You Get What You Give» — New Radicals
3. «Boom Shack-A-Lak» — Apache Indian
4. «Thank You (Falettinme Be Mice Elf Agin)» — Big Brovaz
5. «The Rockafeller Skank» — Fatboy Slim
6. «Wooly Bully» — Bad Manners
7. «Shining Star» — Ruben Studdard
8. «Flagpole Sitta» — Harvey Danger
9. «Get Ready for This» — 2 Unlimited
10. «Play That Funky Music» — Wild Cherry
11. «Here We Go» — Bowling for Soup
12. «Love Shack» — The B-52's
13. «Friends Forever» — Puffy AmiYumi
14. «Wanted Dead Or Alive» — Bon Jovi

## Награды
| Награда          | Дата церемонии вручения | Категория                  | Результат | Прим.  |
| ---------------- | ----------------------- | -------------------------- | --------- | ------ |
| «Золотая Малина» | 26 февраля 2005         | «Худший ремейк или сиквел» | Победа    | [ 16 ] |